# Белгија на Светском првенству у атлетици на отвореном 2017.
Белгија је учествовала на Светском првенству у атлетици на отвореном 2017. одржаном у Лондону од 4. до 13. августа шеснаести пут, односно учествовала је на свим првенствима до данас. Репрезентацију Белгије представљало је 18 учесника (13 мушкараца и 5 жена) у 15 (10 мушких и 5 женских) дисциплина.,
На овом првенству Белгија је по броју освојених медаља делила 23. место са 1 освојеном медаљом (златна). Поред медаље, Белгијски такмичари оборили су два национална и четири лична рекорда, остварили један најбољи национални резултат сезоне и тринаест најбољих личних резултата сезоне. У табели успешности према броју и пласману такмичара који су учествовали у финалним такмичењима (првих 8 такмичара) Белгија је са 2 учесника у финалу делила 33. место са 13 бодова.
| Плас. | Земља   | 1. место | 2. место | 3. место | 4. место | 5. место | 6. место | 7. место | 8. место | Бр. финал. | Бод. |
| ----- | ------- | -------- | -------- | -------- | -------- | -------- | -------- | -------- | -------- | ---------- | ---- |
| =33.  | Белгија | 1        | 0        | 0        | 1        | 0        | 0        | 0        | 0        | 2          | 13   |

## Учесници
| Мушкарци: - Жонатан Борле — 400 м, 4 х 400 м - Кевин Борле — 400 м, 4 х 400 м - Исмаел Дебјани — 1.500 м - Soufiane Bouchikhi — 5.000 м - Башир Абди — 5.000 м - Абделади Ел Хачими — Маратон - Дилан Борле — 4 х 400 м - Робин Вандербемден — 4 х 400 м - Арно Ар — Скок мотком - Филип Миланов — Бацање диска - Томас ван дер Плецен — Десетобој | Жене: - Ан Загре — 100 м препоне - Елин Берингс — 100 м препоне - Фани Сметс — Скок мотком - Нафисату Тијам — Седмобој - Хане Мауденс — Седмобој |  |

## Освајачи медаља (1)

### Злато(1)
- Нафисату Тијам — Седмобој

## Резултати

### Мушкарци
| Атлетичар                                                | Дисциплина   | Лични рекорд | Квалификације   | Квалификације | Полуфинале           | Полуфинале           | Финале                | Финале            | Детаљи |
| Атлетичар                                                | Дисциплина   | Лични рекорд | Резултат        | Место         | Резултат             | Место                | Резултат              | Место             | Детаљи |
| -------------------------------------------------------- | ------------ | ------------ | --------------- | ------------- | -------------------- | -------------------- | --------------------- | ----------------- | ------ |
| Жонатан Борле                                            | 400 м        | 44,43 НР     | 45,70 кв        | 4. у гр. 4    | 45,23                | 5. у гр. 3           | Нису се квалификовали | 16 / 49 (52)      |        |
| Кевин Борле                                              | 400 м        | 44,56        | 45,09 КВ        | 3. у гр. 1    | 45,10                | 4. у гр. 1           | Нису се квалификовали | 11 / 49 (52)      |        |
| Исмаел Дебјани                                           | 1.500 м      | 3:33,70      | 3:43,71         | 12. у гр. 3   | Није се квалификовао | Није се квалификовао | Није се квалификовао  | 22 / 41 (45)      |        |
| Башир Абди                                               | 5.000 м      | 13:06,10     | 13:30,71        | 6. у гр. 1    |                      |                      | Нису се квалификовали | 11 / 39 (42)      |        |
| Soufiane Bouchikhi                                       | 5.000 м      | 27:36,40     | 13:12,18        | 11. у гр. 2   | 19 / 39 (42)         |                      | Нису се квалификовали |                   |        |
| Абделади Ел Хачими                                       | Маратон      | 2:10:35      |                 |               |                      |                      | Није завршио трку     | Није завршио трку |        |
| Робин Вандербемден Дилан Борле Жонатан Борле Кевин Борле | 4 х 400 м    | 2:58,52 НР   | 2:59,47 КВ, НРС | 3. у гр. 2    |                      |                      | 3:00,04               | 4 / 16            |        |
| Арно Ар                                                  | Скок мотком  | 5,71         | 5,60 кв         | 4. у гр. Б    | Без пласмана         | Без пласмана         |                       |                   |        |
| Филип Миланов                                            | Бацање диска | 67,26 НР     | 63,16           | 8. у гр. А    | Није се квалификовао | 14 / 30 (32)         |                       |                   |        |

#### Десетобој
| Дисциплина    | Томас ван дер Плецен Архивирано на веб-сајту (19. април 2018) | Томас ван дер Плецен Архивирано на веб-сајту (19. април 2018) | Томас ван дер Плецен Архивирано на веб-сајту (19. април 2018) | Томас ван дер Плецен Архивирано на веб-сајту (19. април 2018) | Томас ван дер Плецен Архивирано на веб-сајту (19. април 2018) | Томас ван дер Плецен Архивирано на веб-сајту (19. април 2018) |
| Дисциплина    | Лич. рек.                                                     | Резултат                                                      | Бод.                                                          | Плас.                                                         | Укупно                                                        | Плас.                                                         |
| ------------- | ------------------------------------------------------------- | ------------------------------------------------------------- | ------------------------------------------------------------- | ------------------------------------------------------------- | ------------------------------------------------------------- | ------------------------------------------------------------- |
| 100 м         | 11,04                                                         | 11,35 (.344) ЛРС                                              | 784                                                           | 31.                                                           | 784                                                           | 31.                                                           |
| Скок удаљ     | 7,80                                                          | 7,09                                                          | 835                                                           | 26.                                                           | 1.619                                                         | 29.                                                           |
| Бацање кугле  | 14,12                                                         | 13,03 ЛРС                                                     | 669                                                           | 28.                                                           | 2.288                                                         | 31.                                                           |
| Скок увис     | 2,17                                                          | 1,96                                                          | 767                                                           | 18.                                                           | 3.055                                                         | 28.                                                           |
| 400 м         | 48,64                                                         | НС                                                            |                                                               |                                                               |                                                               |                                                               |
| 110 м препоне | 14,39                                                         |                                                               |                                                               |                                                               |                                                               |                                                               |
| Бацање диска  | 44,48                                                         |                                                               |                                                               |                                                               |                                                               |                                                               |
| Скок мотком   | 5,41                                                          |                                                               |                                                               |                                                               |                                                               |                                                               |
| Бацање копља  | 65,31                                                         |                                                               |                                                               |                                                               |                                                               |                                                               |
| 1.500 м       | 4:32,52                                                       |                                                               |                                                               |                                                               |                                                               |                                                               |
| Десетобој     | 8.332                                                         |                                                               |                                                               |                                                               | НЗ                                                            |                                                               |

### Жене
| Атлетичарка  | Дисциплина    | Лични рекорд | Квалификације   | Квалификације | Полуфинале            | Полуфинале            | Финале                | Финале       | Детаљи                                   |
| Атлетичарка  | Дисциплина    | Лични рекорд | Резултат        | Место         | Резултат              | Место                 | Резултат              | Место        | Детаљи                                   |
| ------------ | ------------- | ------------ | --------------- | ------------- | --------------------- | --------------------- | --------------------- | ------------ | ---------------------------------------- |
| Ан Загре     | 100 м препоне | 12,71 НР     | 12,97 (.966) КВ | 2. у гр. 1    | 13,34                 | 7. у гр. 1            | Није се квалификовала | 24 / 39 (40) | Архивирано на веб-сајту (19. април 2018) |
| Елин Берингс | 100 м препоне | 12,87        | 13,34           | 7. у гр. 4    | Није се квалификовала | Није се квалификовала | Није се квалификовала | 33 / 39 (40) |                                          |
| Фани Сметс   | Скок мотком   | 4,46         | 4,20            | 11. у гр. А   |                       |                       | Није се квалификовала | 20 / 24 (31) |                                          |

#### Седмобој
| Дисциплина    | Нафисату Тијам | Нафисату Тијам | Нафисату Тијам | Нафисату Тијам | Нафисату Тијам | Нафисату Тијам |
| Дисциплина    | Лич. рек.      | Резултат       | Бод.           | Плас.          | Укупно         | Плас.          |
| ------------- | -------------- | -------------- | -------------- | -------------- | -------------- | -------------- |
| 100 м препоне | 13.34          | 13,54          | 1.044          | 11.            | 1.044          | 11.            |
| Скок увис     | 1,98           | 1,95           | 1.171 РП(с)    | 1.             | 2.215          | 1.             |
| Бацање кугле  | 15,24          | 15,17          | 872            | 1.             | 3.087          | 1.             |
| 200 м         | 24,40          | 24,57          | 927            | 14.            | 4.014          | 2.             |
| Скок удаљ     | 6,58           | 6,57           | 1.030          | 1.             | 5.044          | 1.             |
| Бацање копља  | 59,32          | 53,93          | 936            | 2.             | 5.980          | 1.             |
| 800 м         | 2:15,24        | 2:21,42        | 804            | 24.            | 6.784          | 1.             |
| Седмобој      | 7.013 НР       |                |                |                | 6.784          |                |

| Дисциплина    | Хане Мауденс | Хане Мауденс | Хане Мауденс | Хане Мауденс | Хане Мауденс | Хане Мауденс |
| Дисциплина    | Лич. рек.    | Резултат     | Бод.         | Плас.        | Укупно       | Плас.        |
| ------------- | ------------ | ------------ | ------------ | ------------ | ------------ | ------------ |
| 100 м препоне | 14,14        | 14,47        | 913          | 30.          | 913          | 30.          |
| Скок увис     | 1,78         | 1,77         | 941          | 12.          | 1.854        | 25.          |
| Бацање кугле  | 12,53        | 11,80        | 648          | 27.          | 2.502        | 27.          |
| 200 м         | 24,33        | 25.43        | 848          | 28.          | 3.350        | 27.          |
| Скок удаљ     | 6,48         | 6,15         | 896          | 12.          | 4.246        | 26.          |
| Бацање копља  | 42,27        | 35,44        | 580          | 27.          | 4.826        | 25.          |
| 800 м         | 2:11,09      | 2:12,87      | 923          | 7.           | 5.749        | 23.          |
| Седмобој      | 6.113        |              |              |              | 5.749        | 23 / 27 (31) |